# 智能天线
智能天线（Smart antenna），又名可变天线阵列、多天线，有时也会被称作MIMO，指的是带有可以判定信号的空间訊息（比如传播方向）和跟踪、定位信号源的智能算法，并且可以根据此訊息，进行空域滤波的天线阵列。
智能天线技术在许多领域内都有应用，包括声音处理、跟踪扫描雷达、射电天文学、射电望远镜和3G手机網路。